# Frances Teague
Frances Teague (Oakland, 12 aprile 1905 – San Pedro, 29 luglio 1969) è stata un'attrice statunitense.

## Biografia
Suo padre Walter Teague era dirigente della Southern Pacific Railroad, importante compagnia ferroviaria della California. Frances studiò nella Hamlin School di San Francisco e mostrò un particolare interesse per la danza, che coltivò per anni. Per motivi di lavoro del fratello maggiore Earle, la famiglia si trasferì nei primi anni Venti a Hollywood, andando ad abitare nelle Whitley Heights, accanto alla casa di Rodolfo Valentino. In questo periodo Frances Teague ottenne un contratto dalla Fox e partecipò ai suoi primi film, Il cavallo d'acciaio e Cuori di quercia (1924), entrambi di John Ford, con due piccole parti. L’anno dopo, esaurito il contratto con la Fox, partecipò a tre film, il perduto Her Husband's Secret di Frank Lloyd, Wild Justice di Chester M. Franklin, e The Last Edition di Emory Johnson. 
Due anni dopo interpretò da protagonista, con Jack Dougherty, la serie The Trail of the Tiger, prodotta dalla Universal Pictures. Fu il suo ultimo film. Nel 1931 Frances Teague sposò Charles Tilley, direttore generale della compagnia ferroviaria Outer Harbor Dock and Wharf ed ebbe due figli. La famiglia Tilley si stabilì in una villa di San Pedro, nella penisola di Palos Verdes, dove Frances morì di cancro nel 1969.

## Filmografia
- Il cavallo d'acciaio (1924)
- Cuori di quercia (1924)
- Her Husband's Secret (1925)
- Wild Justice (1925)
- The Last Edition (1925)
- The Trail of the Tiger (1927)